# Infopédia
Infopédia é um serviço de dicionários em linha produzido pela Porto Editora, lançado em 2003, com 37 dicionários em 12 idiomas. 
É composto por 5 áreas: "Dicionários", "Bom Português", "Artigos", "Livros e Autores" e "Recursos". O serviço tem diversas modalidades de subscrição dependendo da quantidade de acessos e utilizadores desejados.
A Infopédia é considerada a maior base lexicográfica em língua portuguesa. Inclui didicionários portugueses multilíngues, entre os quais o português, inglês, alemão, espanhol, francês, italiano, neerlandês, chinês, tétum, grego, sueco e polaco. Apenas o dicionário da língua portuguesa (antes do acordo e depois do acordo) são de acesso gratuito.
Inclui ainda um dicionário de língua gestual portuguesa com suporte vídeo, um conversor do acordo ortográfico e guias de conversação inglês-português e ucraniano-português.
Este serviço disponibiliza também uma área de jogos educativos, do quais se destacam os seguintes: "conjugador verbal", "erros ortográficos", "sinónimos e antónimos" e "tradução". 
Começou a ser desenvolvido no ano 2000 e custou cerca de 2,5 milhões de euros, segundo Vasco Teixeira, presidente da Porto Editora.